# خاندان کلهورا
خاندان کلهورا (سندی: کلهوڙا راڄ) دودمانی سنی‌مذهب و با اصالت سندی-بلوچی بود که ریشه در ایالت سند پاکستان امروزی داشت.
این خاندان ار ۱۷۰۱ تا ۱۷۸۳ بر سند و بخش‌هایی از منطقه پنجاب حکومت می‌کرد. پایتخت این خاندان ابتدا خداآباد، سند بود و از ۱۷۶۸ به حیدرآباد (سند) انتقال یافت. این خاندان ابتدا از سوی وزیر اعظم امپراتوری گورکانی میرزا قاضی بیگ منصوب شده بودند ولی بعدها مستقل شدند.
این خاندان در حمله نادرشاه به هند مغلوب قزلباشان شدند. بعدها میان غلام‌شاه کلهورا توانست دوباره قدرت را بدست گیرد ولی پسرش را امیران سلطنت تالپر سرنگون کردند و کنترل سند را به دست گرفتند.